# 제라르 모레노
제라르 모레노 발라게로(카탈루냐어: Gerard Moreno Balagueró, 1992년 4월 7일 ~)은 스페인의 축구 선수로, 현재 비야레알 CF에서 뛰고있다. 포지션은 스트라이커이다.

## 기록

### 대회 기록
비야레알 CF (2012~2015),(2018~ )
- UEFA 유로파리그 : 2020-21
- UEFA 슈퍼컵 준우승 : 2021